# 阜阳机场
阜阳机场，原名阜阳西关机场，是一座位于中华人民共和国安徽省阜阳市颍州区的民用机场，东距市中心约7公里。其定位为4C级国内支线机场、区域性航空货运基地，是长三角世界级机场群的成员机场。阜阳机场是安徽省六座具有民航功能的机场之一（另外五座分别为合肥新桥国际机场、黄山屯溪国际机场、芜湖宣州机场、池州九华山机场、安庆天柱山机场），也是目前皖北地区唯一一座民航机场，2021年旅客吞吐量居全省第二位。
1994年11月，阜阳机场正式开工；1998年12月26日，阜阳机场正式通航；2002年2月26日，阜阳机场完成换证，正式确定性质为民用运输机场。阜阳机场建成投用多年来，所服务地区的客货流量需求已大幅增长，现有的场站规模（机坪、航站楼等）早已不堪重负。为改善乘机环境、扩大客货运能，2019年11月11日，阜阳机场改扩建工程正式动工，其中新建航站楼总建筑面积约3.03万㎡，设有7条登机廊桥；场站区域新建9个C类机位，合计13个机位。新建航站楼单体建筑面积在全国同类机场中属较大者，大于2021年4月建成投运的芜湖宣州机场（约2.5万㎡）。
2022年12月，阜阳机场改扩建工程中新建航站楼及落客平台高架桥项目日前已顺利通过竣工验收，待民航华东地区管理局行业验收后即可投入使用。
阜阳机场与中国铁路上海局集团重要的枢纽高铁站点阜阳西站（接入线路：京港高铁、郑阜高铁、阜黄高铁、阜淮城际铁路）相距不足1千米。与阜淮城际铁路同步建设的阜阳西站西侧站房（西广场）规划有连廊连接至阜阳机场新建航站楼。阜阳西站东广场已建成阜阳市内公交枢纽（北侧）与汽车客运西站（南侧），地下预埋有城市轨道交通站层（轨交项目待批）。此外，目前已动工的徐州—阜阳高速公路贴机场西侧而过，并在附近新设有“阜阳西”出口。待上述工程悉数竣工后，届时阜阳西部高铁机场地区将形成一个类似于上海虹桥地区的立体综合客运交通枢纽（航空：国际及地区／国内长途；铁路：国内长中途；公路：国内中短途；公交及城市轨交：市域／市内）。

## 历史
1935年8月在阜阳城南修建了九里沟机场，占地约1000亩。抗日战争爆发后，阜阳九里沟机场因靠近蚌埠机场而遭到废弃。
1942年春，在阜阳城西南双古堆修建阜阳西关机场。1957年9月，阜阳地委行署在阜阳城西4公里处双谷堆复建阜阳西关机场，保障安2型以下飞机起降。1958年2月，阜阳西关机场正式建成启用。1958年3月2日，阜阳至合肥首条地方航线通航。1961年，阜阳西关机场扩建，机场总面积扩为23.3万平方米。
1992年6月起，阜阳新机场开始筹备勘探选址等前期建设。新机场位于阜阳市西南方向，距当时的市中心8.5公里。以“移址扩建”名义，1994年初，阜阳新机场项目立项完成，筹备处也正式更名为机场扩建工程处，内设工程技术科、设备材料科等5个科室。1994年10月，安徽省计委计设字（1994）599号文件《关于阜阳民用机场工程初步设计的批复》，批准阜阳机场扩建工程总投资18083万元。1995年，按照政府的号召，除企业捐助外，阜阳地区行政机关干部、个体经营者也都参与了捐款，其中处级干部捐款100元，科级干部捐50元，一般干部捐30元。1995年初，阜阳新机场工程正式开工。1997年5月，工程总投资又调整到32741.81万元。1998年12月26日首飞。2003年因为“非典”停止运行。 2004年11月21日包头空难波及阜阳机场近三年停航。2007年11月13日正式复航，恢复阜阳－合肥－上海往返航线。

## 基礎設施
机场飞行区按4D级标准设计，按4C级建设，跑道长度2400米，并预留800米扩建，宽度60米，停机坪4万多平方米；候机楼面积首期7200平方米，设施先进，装饰一流，可以满足高峰每小时600人次需求；航管楼2千平方米，配备国际先进的通信、导航设施，是全天候可使用的机场。

## 改扩建工程
2017年，《安徽省民航建设专项规划（2017—2021年）》发布。根据《规划》，阜阳西关机场实施跑道延长、机坪扩建、新建航站楼等改扩建工程，将机场飞行区等级由4C提升至4D。规划中的安徽省民航建设重点项目表显示：阜阳西关机场改扩建工程2017年开工，2020年完工，总投资10亿元，新建航站楼25000平方米，延长跑道400米，相应扩建配套的导航设备、助航灯光等设施。

## 客运航线与执飞航司
2025年夏秋航季（3月30日至10月25日），开通运营航线13条，通航城市18个。
| 航空公司           | 目的地                     |
| ------------------ | -------------------------- |
| 首都航空（JD）     | 三亚、哈尔滨               |
| 西部航空（PN）     | 舟山、重庆                 |
| 中国国际航空（CA） | 北京／首都、成都／双流     |
| 中国南方航空（CZ） | 广州、深圳                 |
| 天津航空（GS）     | 厦门、天津                 |
| 北部湾航空（GX）   | 乌鲁木齐、大连、南宁、海口 |
| 中国联合航空（KN） | 佛山                       |
| 中国东方航空（MU） | 昆明、长春、上海／浦东     |